# Jahrfünft
Ein Jahrfünft ist ein Zeitraum von fünf Jahren.
Der Begriff ist ein Archaismus und wird im Gegensatz zu Termini wie Jahrzehnt oder Jahrhundert heute nur noch wenig gebraucht. Er wird heute vor allem in Bezug auf die nahe Vergangenheit benutzt, zum Beispiel um besonders kurze, aber wichtige Zeitabschnitte zu betonen.
Eine historische Bezeichnung für einen Fünfjahreszeitraum ist Quinquennium. Der Begriff Lustrum – eigentlich ein Opferritual in der altrömischen Religion, welches sich alle fünf Jahre wiederholte – war im damaligen Sprachgebrauch ebenfalls ein Synonym für Jahrfünft.